# Lorica squamata

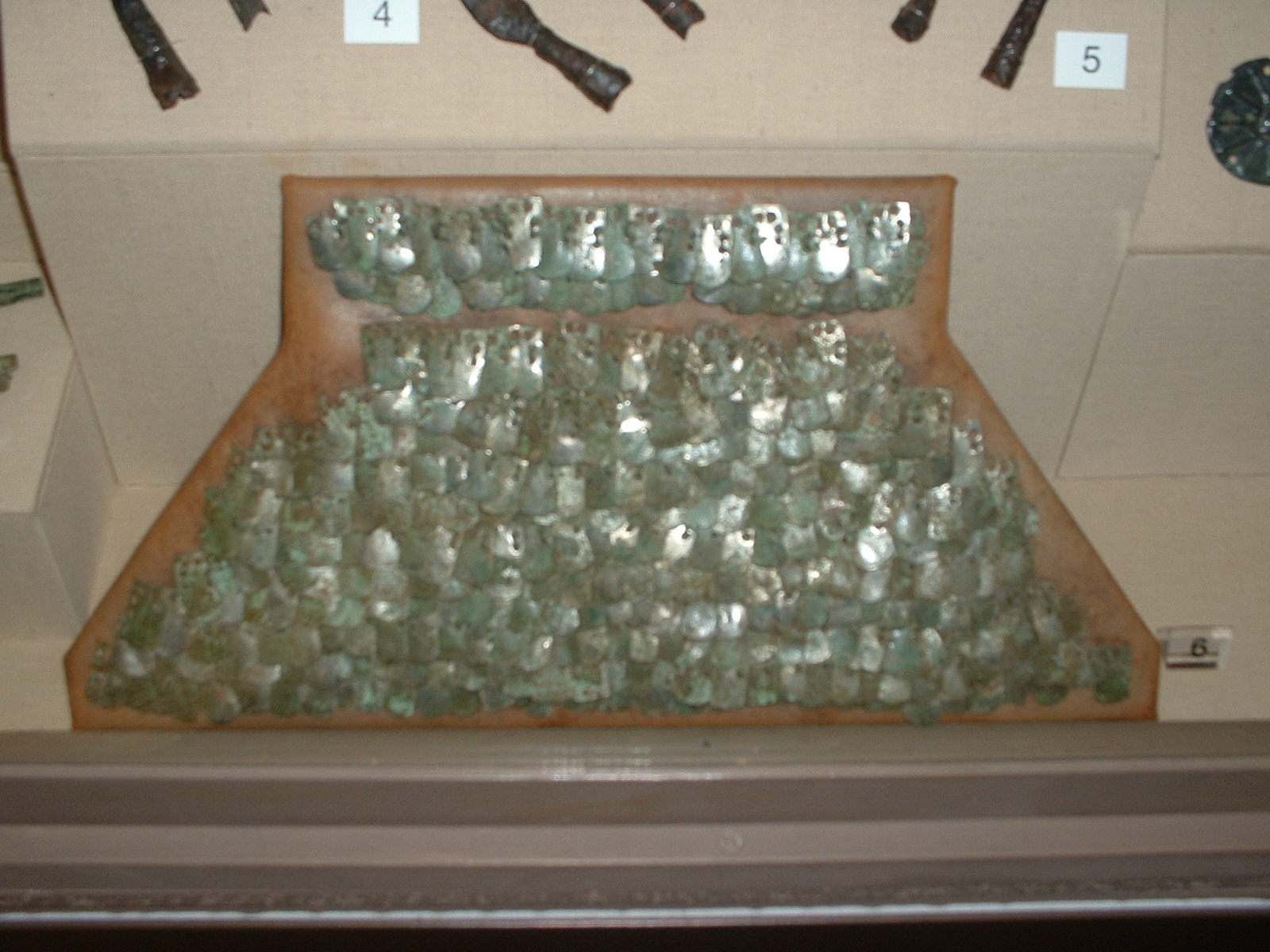
Fragmentos de la lorica squamata.

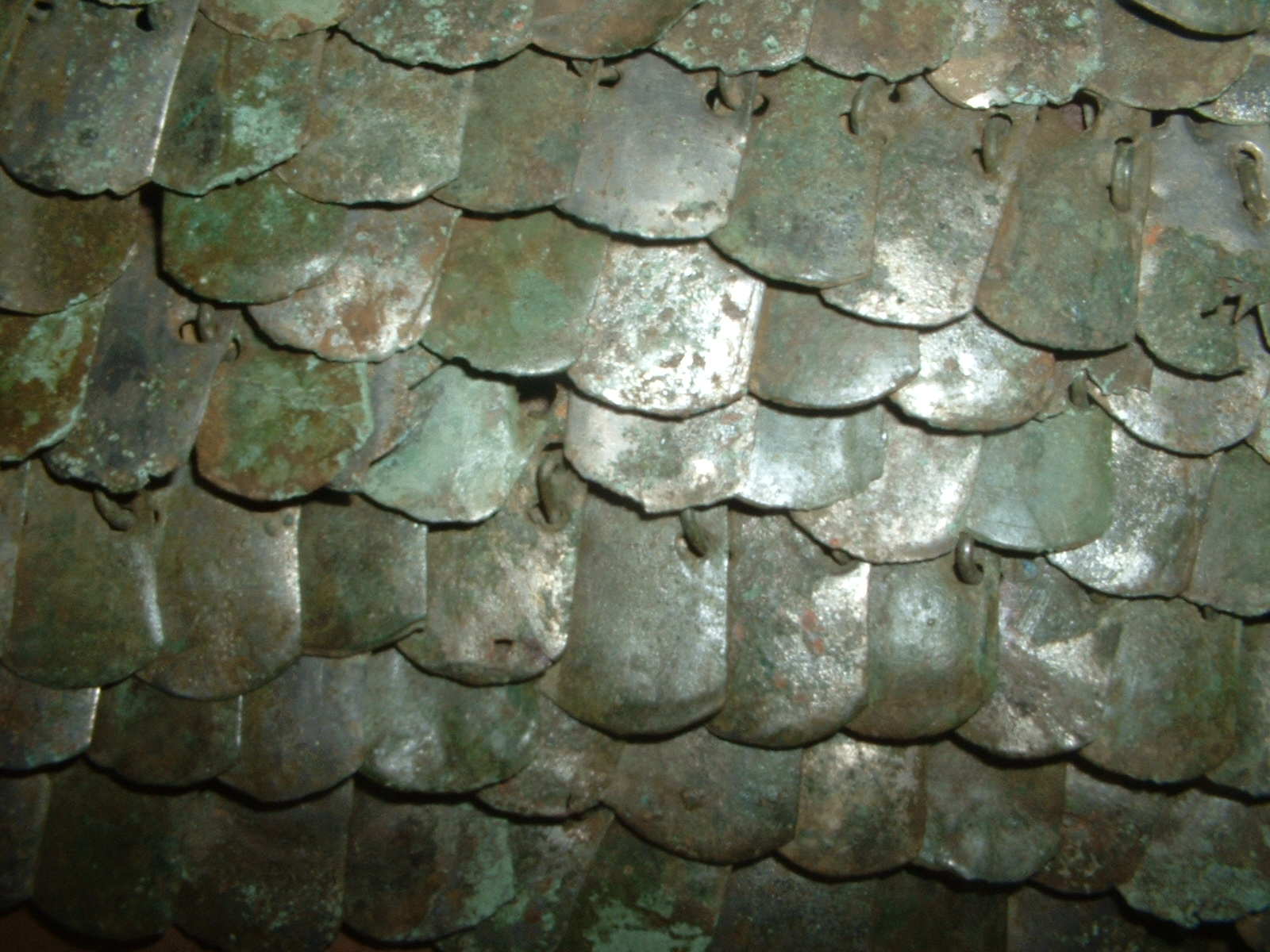
Detalle de un fragmento de la armadura. Cada placa tiene seis agujeros y las placas se unen en filas. Sólo los agujeros más bajos son visibles en la mayoría de las escamas, mientras que unos pocos muestran el par superior y el anillo de sujeción que los atraviesa.

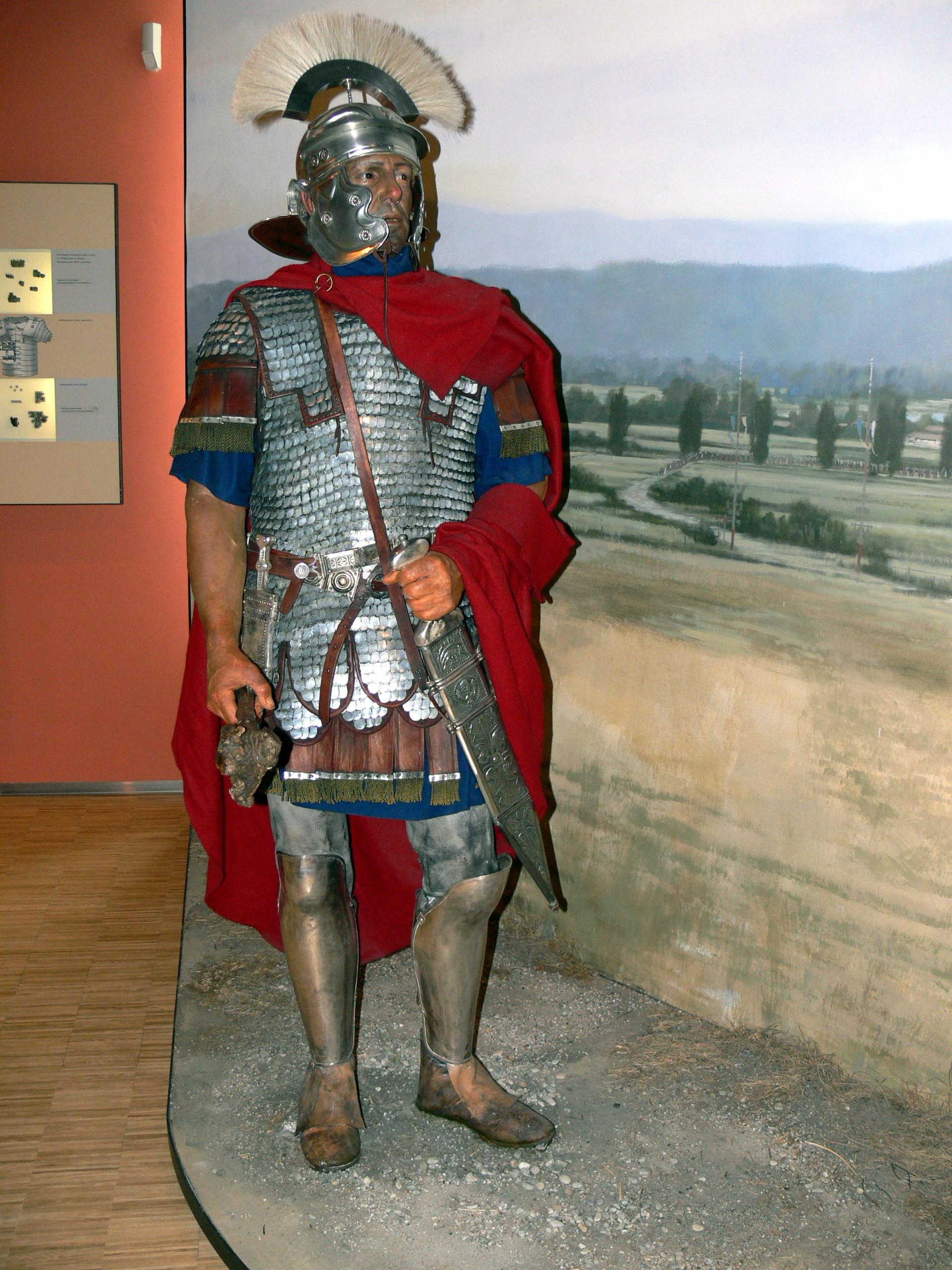
Reconstrucción de un centurión portando una lorica squamata

La lorica squamata es un tipo de armadura de escamas utilizada durante la República Romana y en periodos posteriores. Estaba formada por pequeñas escamas de metal cosidas para formar la armadura. Se suele ver en ilustraciones de portadores de estandartes, músicos, centuriones, tropas de caballería e incluso en imágenes de infantería auxiliar, aunque también podían portarlas los legionarios regulares. Este tipo de armadura tenía la misma forma que la lorica hamata, con la misma longitud y las coberturas de los hombros.
Las escamas individuales podían ser de hierro o de bronce, e incluso podían alternarse ambos metales en la misma armadura, algunos autores han sugerido también el uso del cuero endurecido. Podían recibir también algún baño que les protegiese de la oxidación (nos ha llegado un fragmento de armadura con escamas de bronce con baños de metal[cita requerida]). 
El metal no solía ser muy grueso: posiblemente entre 0,5 y 0,8 mm. Sin embargo, y dado que las escamas se sopreponían unas a otras en todas direcciones, las múltiples capas daban una buena protección al soldado que la portaba. El tamaño de las escamas variaba entre 6 mm de ancho y 1,2 cm de alto hasta unos 5 cm de ancho por 8 cm de alto, estando los tamaños más comunes alrededor de 1,25 por 2,5 cm. Todas las escamas de la misma armadura solían ser del mismo tamaño, aunque las escamas de distintas armaduras podían variar de forma muy significativa. Muchas tenían la parte inferior redondeada, mientras que otras terminaban en punta o tenían la parte inferior plana con cortes en las esquinas. 
Las escamas se ataban con alambres en filas horizontales, siendo estos a su vez cosidos o atados al forro interior. Cada escama podía tener entre 4 y 12 agujeros: dos o más a cada lado para coserlo al siguiente de la fila, uno o dos en la parte superior para atarlos al forro y a veces uno o dos en la parte inferior para asegurar las escamas en la siguiente fila.
Es posible que la armadura pudiese abrirse bien en la parte de la espalda o en un lateral, para que fuese más fácil de poner. La abertura quedaba cerrada con nudos.
Se ha escrito mucho de la presunta vulnerabilidad de este tipo de armaduras con un ataque ascendente, aunque es posible que se trate de un punto de vista algo exagerado.
No se han encontrado ejemplos de lorica squamata completos, si bien hay varios descubrimientos arqueológicos de algunos fragmentos, y es muy común encontrar escamas sueltas en las excavaciones, incluso en contextos no militares.